# Abencerragen

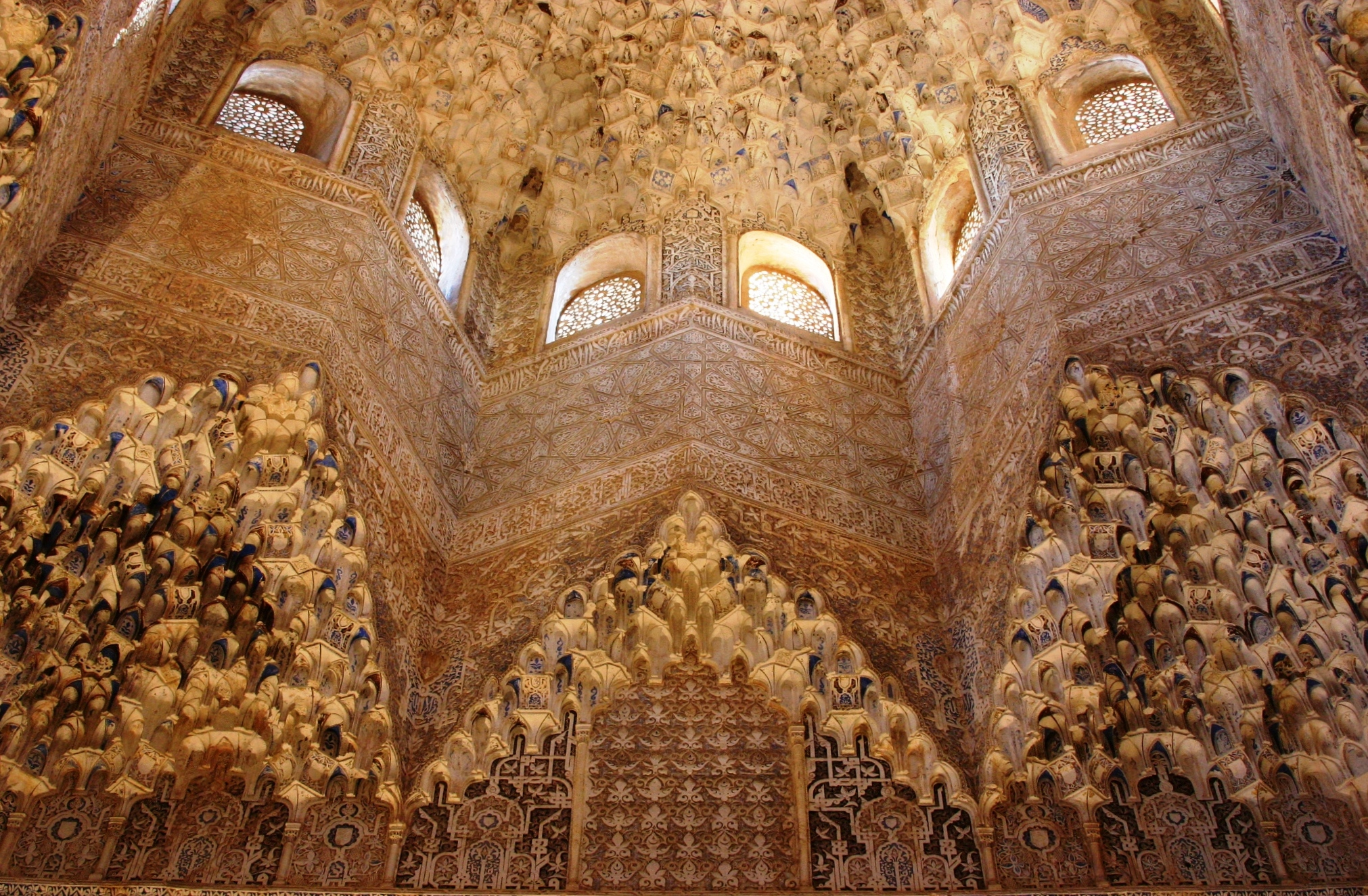
Alhambra – „Saal der Abencerragen“

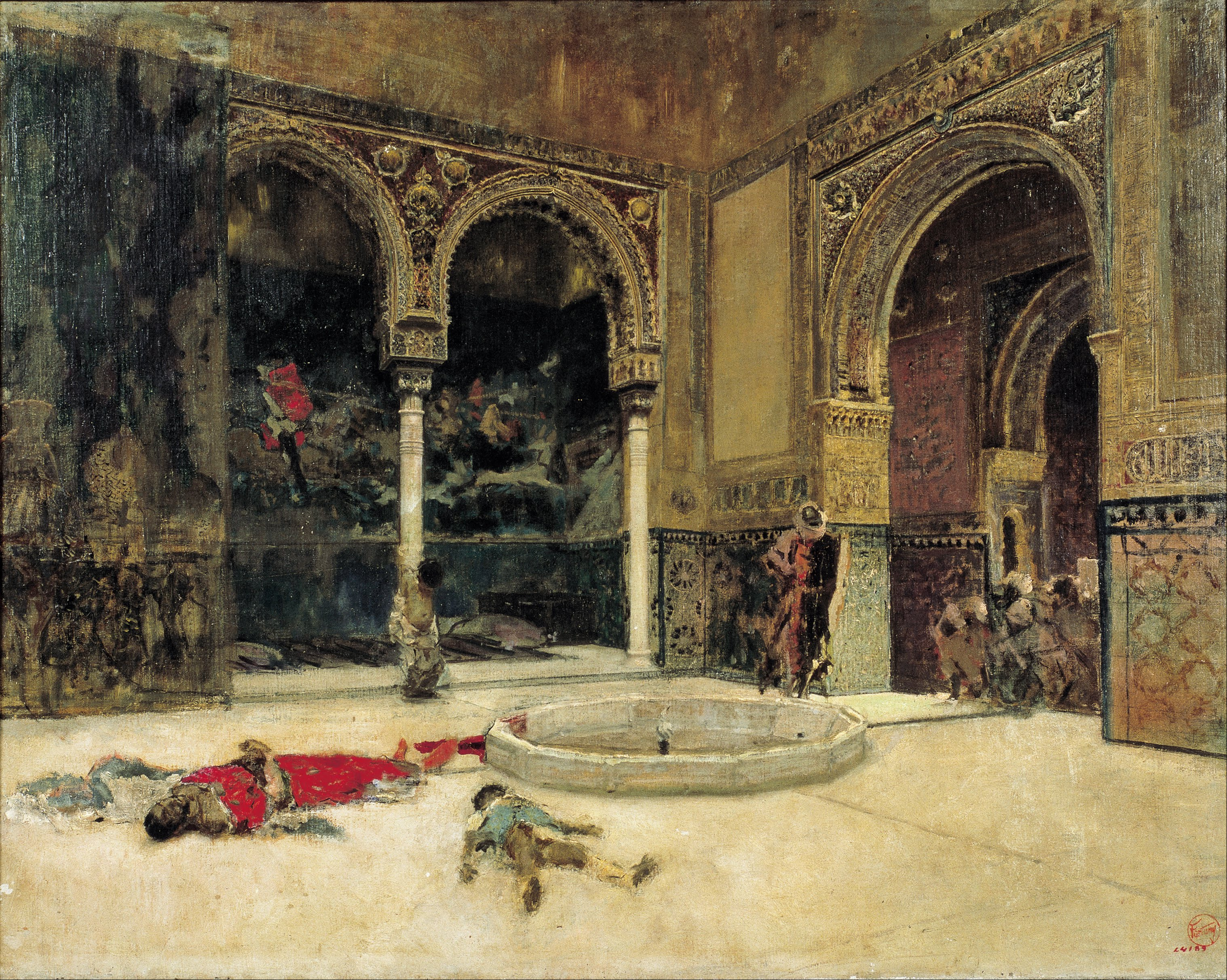
Marià Fortuny (um 1870): Die Ermordung der Abencerragen

Die Abencerragen (aus dem arabischen بنو السراج Banu s-Saradsch, DMG Banū s-Sarāǧ, spanisch Abencerrajes) waren ein edles maurisches Geschlecht in Granada, das im 8. Jahrhundert nach Spanien kam. Ihren Namen erhielten sie nach einem Mitglied der Familie, Jussuf ben Zerragh, dem Vertrauten des Emirs Mohammed VII. von Granada († 1408); sie wurden durch ihren tragischen Untergang bekannt.

## Geschichte
Über die frühe Geschichte der Abencerragen ist nichts bekannt. Erst gegen Ende des 15. Jahrhunderts, also kurz vor der Eroberung des Königreiches Granada durch die Christen, traten sie ins Licht der Öffentlichkeit.
Die Abencerragen waren nach der – allerdings romanhaften – Historia de las guerras civiles de Granada des Ginés Pérez de Hita (Alcalá 1604) mit den Zegris in Zwist geraten und standen auch dem Emir Abu l-Hasan Ali in geheimer Feindschaft gegenüber. Im Jahr 1482 sollen sie dessen Sohn Muhammad XII. (genannt Boabdil) an die Macht gebracht haben. Als nun Abu l-Hasan Ali von der Liebschaft zwischen einem der Abencerragen und seiner Schwester Zoraide erfahren hatte, ließ er sie mit Hilfe der Zegris in die Alhambra locken und hier bis auf wenige, welche entrannen, ermorden. Noch heute heißt ein Teil der Alhambra „Saal der Abencerragen“.

## Bearbeitung des Stoffes
Diese mehr oder weniger sagenhafte Begebenheit liegt der Erzählung Gonsalve de Cordoue von Jean-Pierre Claris de Florian zugrunde, nach der Victor-Joseph Étienne de Jouy das Textbuch zu Luigi Cherubinis Oper Les Abencérages („Das Feldlager in Granada“; 1813) bearbeitete, sowie der bekannten Erzählung Les aventures du dernier Abencerage (1826) von Chateaubriand. Auch Gaetano Donizettis Oper Zoraida di Granata geht auf diese Geschichte zurück.